# Geometra glaucaria
Geometra glaucaria là một loài bướm đêm trong họ Geometridae.